# Gamla Kungsholmsbron

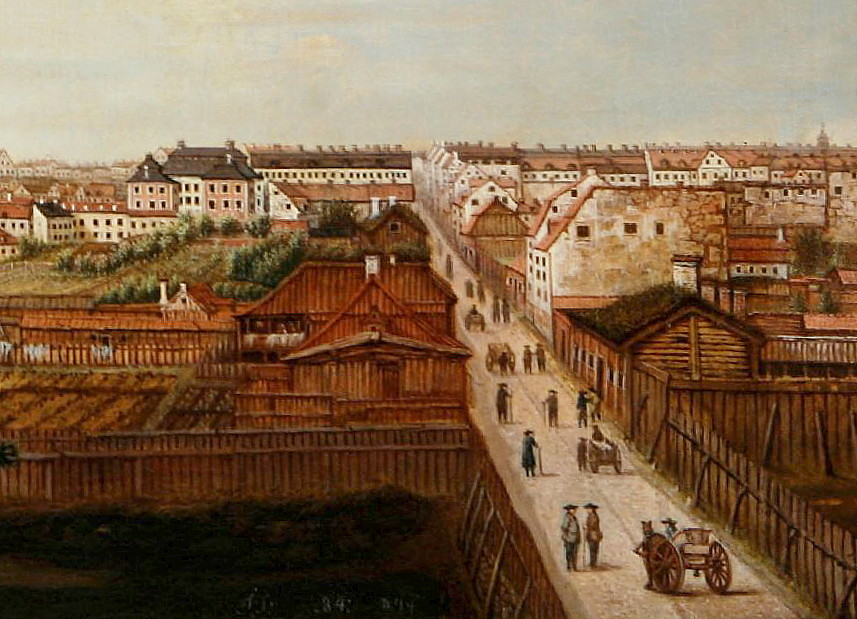
Gamla Kungsholmsbron och Gamla Kungsholmsbrogatan, vy österut, Johan Sevenboms oljemålning från 1770-talet.

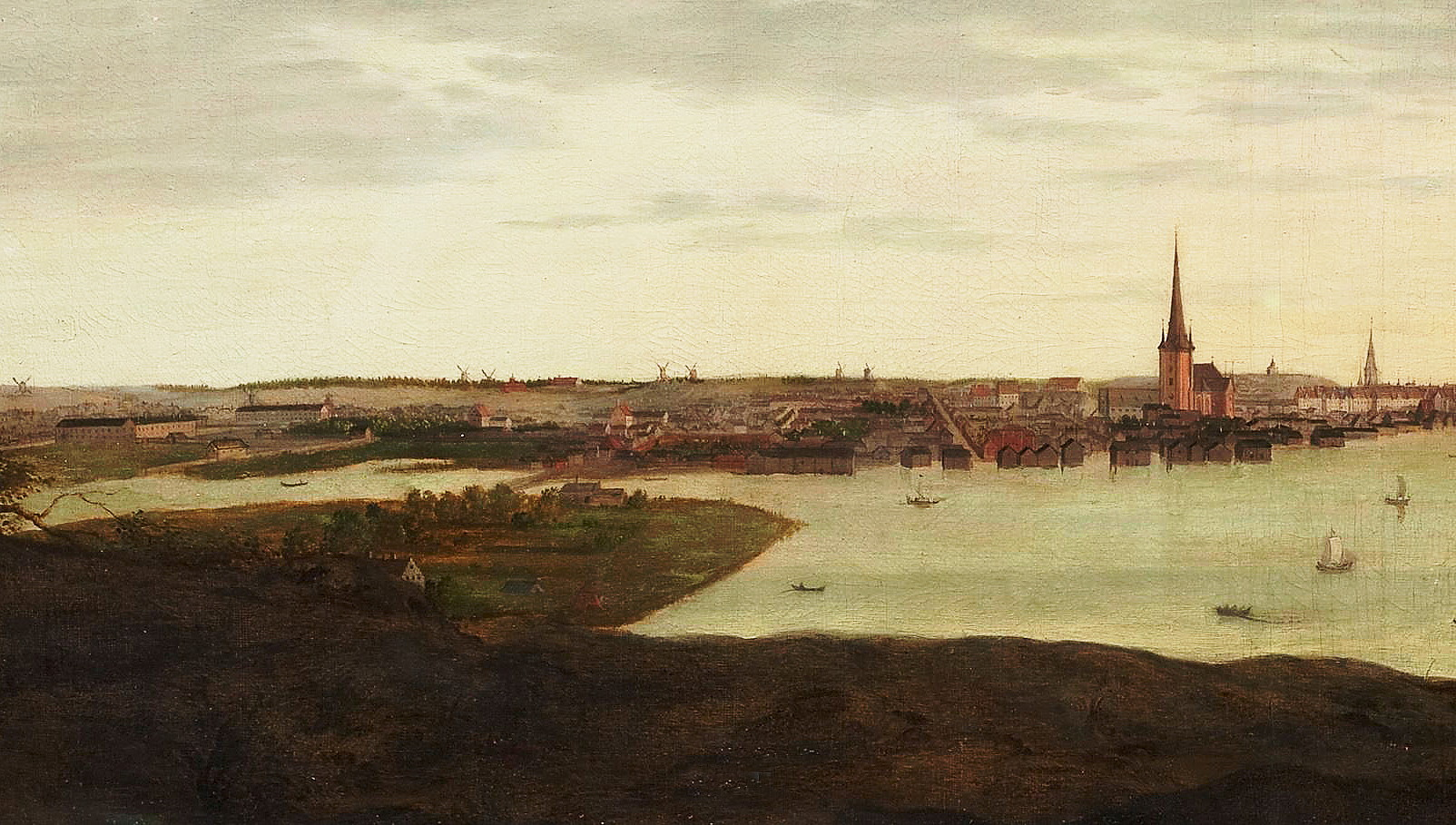
Klara sjö från Kungsholmen, del av oljemålning av Cornelis van der Meulen. Till höger syns Klara kyrka, till vänster om mitten skymtar Munkelägersbron, 1680-tal.

Gamla Kungsholmsbron var en bro som sträckte sig över Klara sjö mellan Kungsholmen och Norrmalm i Stockholm. Bron anlades år 1635, möjligtvis ännu tidigare och kompletterades på 1670-talet av Nya Kungsholmsbron, idag kallad Stadshusbron. Gamla Kungsholmsbron gav Gamla Brogatan sitt namn.

## Historik
Redan under kung Johan III:s tid planerades en broförbindelse över Klara sjö till Kungsholmen. I en skrivelse från kungen den 26 mars 1573 förordnades bland annat att man skall late göre den bro färdig emellen Norrmalm och Munkeleden […] och skall hon blive så stark, att vi kunne säker ride däröver när Oss synes…. 
Det är osäkert om denna bro blev byggd men på änkedrottning Maria Eleonoras initiativ anlades år 1635 två broar som via Blekholmen förenade Norrmalm med Munkelägret (Kungsholmen). Själva bron var byggd i trä och grundlagd på 520 träpålar. Den västra brodelen utrustades med en vindbrygga så att sjötrafiken kunde passera. Muncklägers broen, som den kallades 1667, hade anordnats i den västliga förlängningen av Muncke Lägrettz gatun, dagens Gamla Brogatan och var vid sin tid den enda fasta förbindelsen mellan Norrmalm och Kungsholmen. Först på 1670-talet tillkom en ny förbindelse över Klara sjö lite längre söderut vid dagens Stockholms stadshus i form av Nya Kungsholmsbron (dagens Stadshusbron). Vid Gamla Kungsholmsbrons västra brofäste anlades 1644 ett glasbruk av Melchior Jung som skulle bli känt under namnet Jungs glashytta. Platsen var välvald eftersom här gick både sjö- och vägtrafik. På en dansk karta från 1645 framgår läget: 47= Glashytta, 48= Glasboden.
Gamla Kungsholmsbron blev under årens gång ombyggd och anpassad till sundet vid Blekholmen som genom landhöjning och utfyllnader blev allt smalare. Så småningom växte holmen ihop med Norrmalm. Bron och Gamla Kungsholmsbrogatan framgår av Johan Sevenboms oljemålning från 1770-talet. I början av 1800-talet hade Blekholmen blivit till en halvö av Norrmalm och Gamla Kungsholmsbron hade reducerats till en kort bro som slutligen revs 1880. Den ersattes av den nya, något längre norrut belägna Kungsbron som från början var en stenbro. Därmed slutade Gamla Kungsholmsbrogatan vid Klara sjö. Först 1995 invigdes en ny bro i ungefär samma läge som Gamla Kungsholmsbron: Blekholmsbron, en gång- och cykelbro.

## Kartor

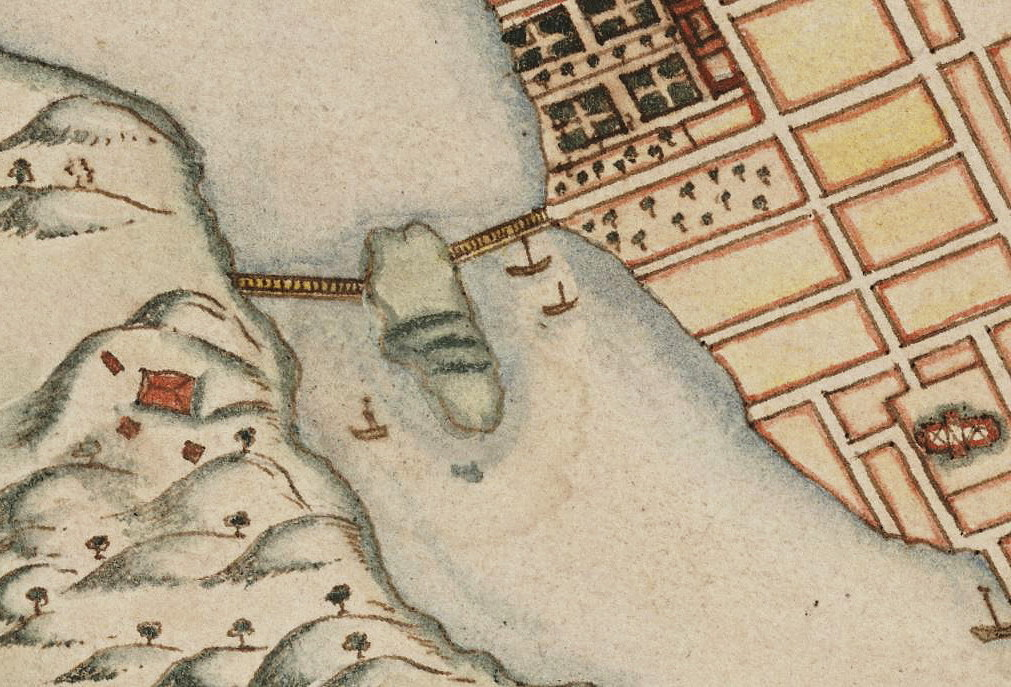
Gamla Kungsholmsbron, 1642.
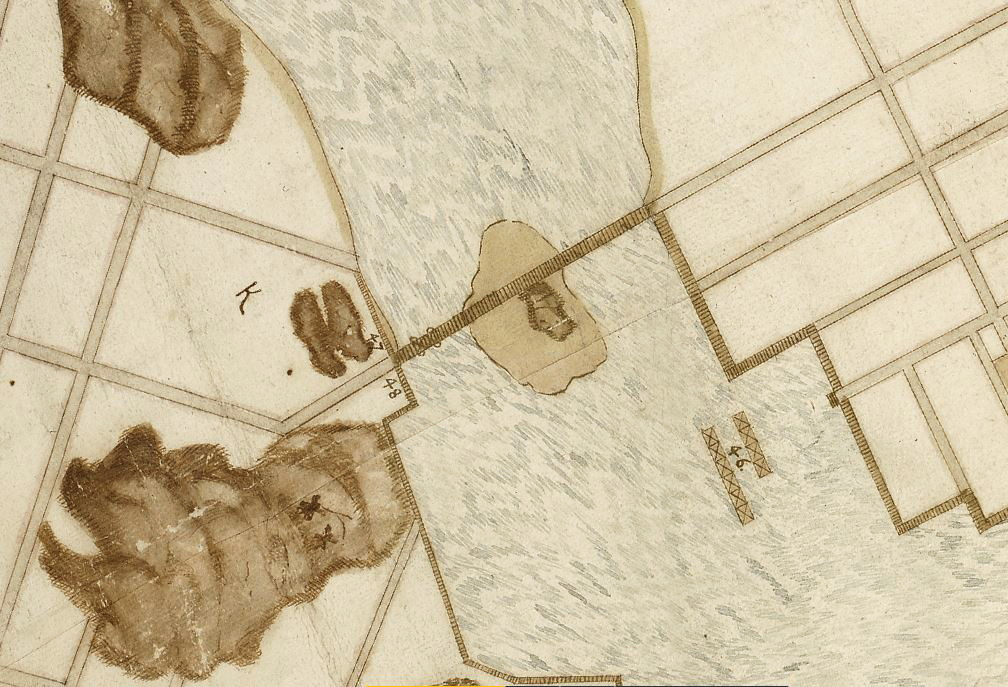
Gamla Kungsholmsbron, 1645.
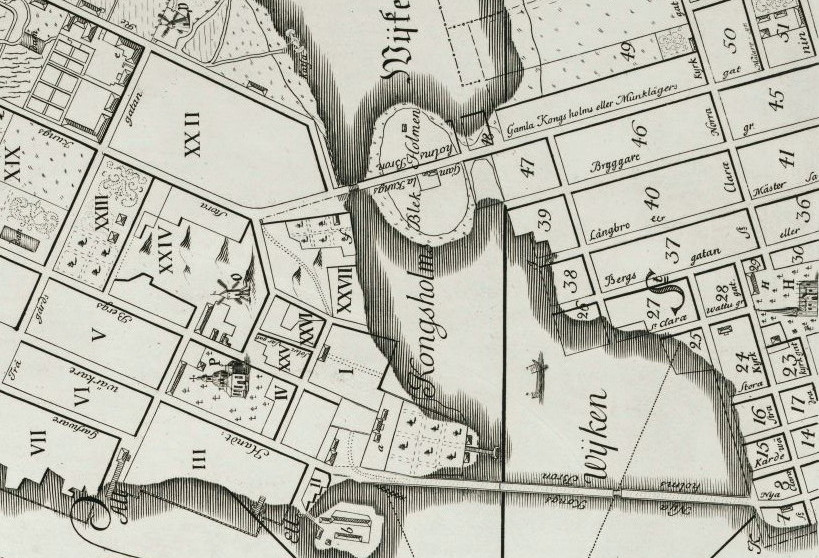
Gamla och Nya Kungsholmsbron 1733.
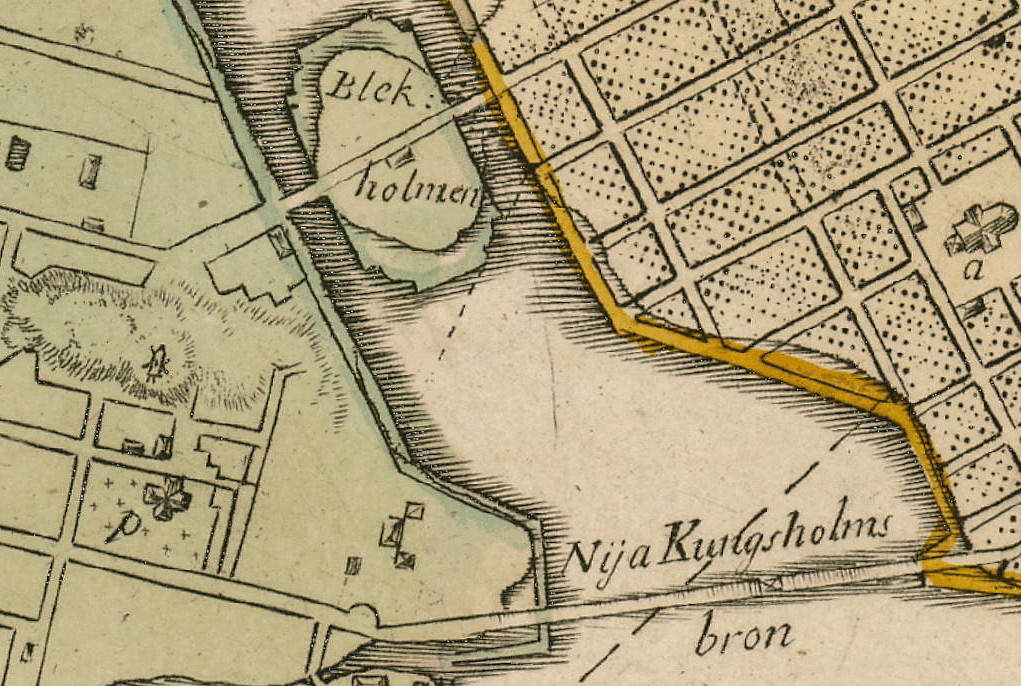
Gamla och Nya Kungsholmsbron 1751.
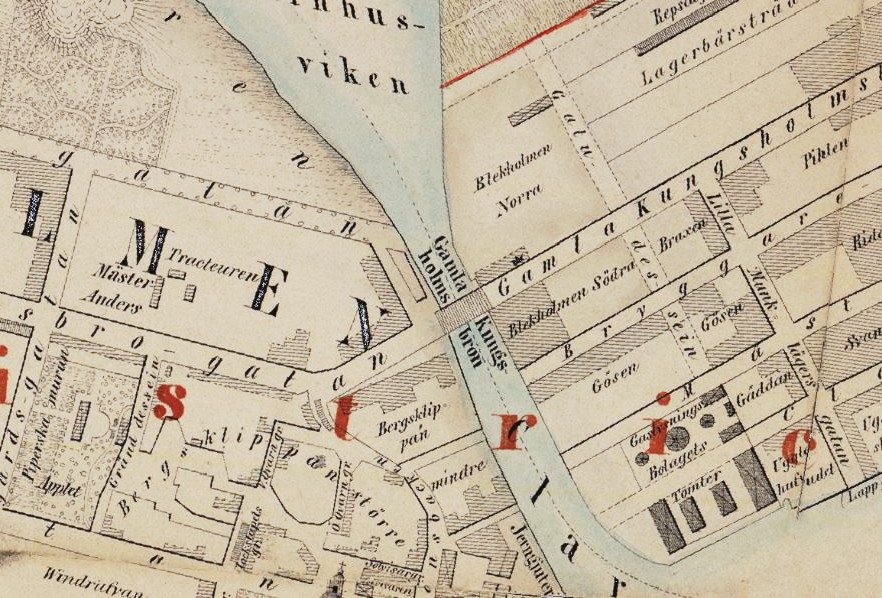
Gamla Kungsholmsbron, 1855.